# Svetlana Alexijevich
Svetlana Aleksandrovna Aleksiévitch, também grafado como Svetlana Alexandrovna Alexievitch  (em bielorrusso:  Святлана Аляксандраўна Алексіевіч, transl. Sviatlana Aliaksandraŭna Alieksijevič; Stanislav, RSS Ucrânia, 31 de maio de 1948) é uma escritora e jornalista bielorrussa. Foi galardoada com o Nobel de Literatura de 2015 "pela sua escrita polifónica, monumento ao sofrimento e à coragem na nossa época".

## Biografia

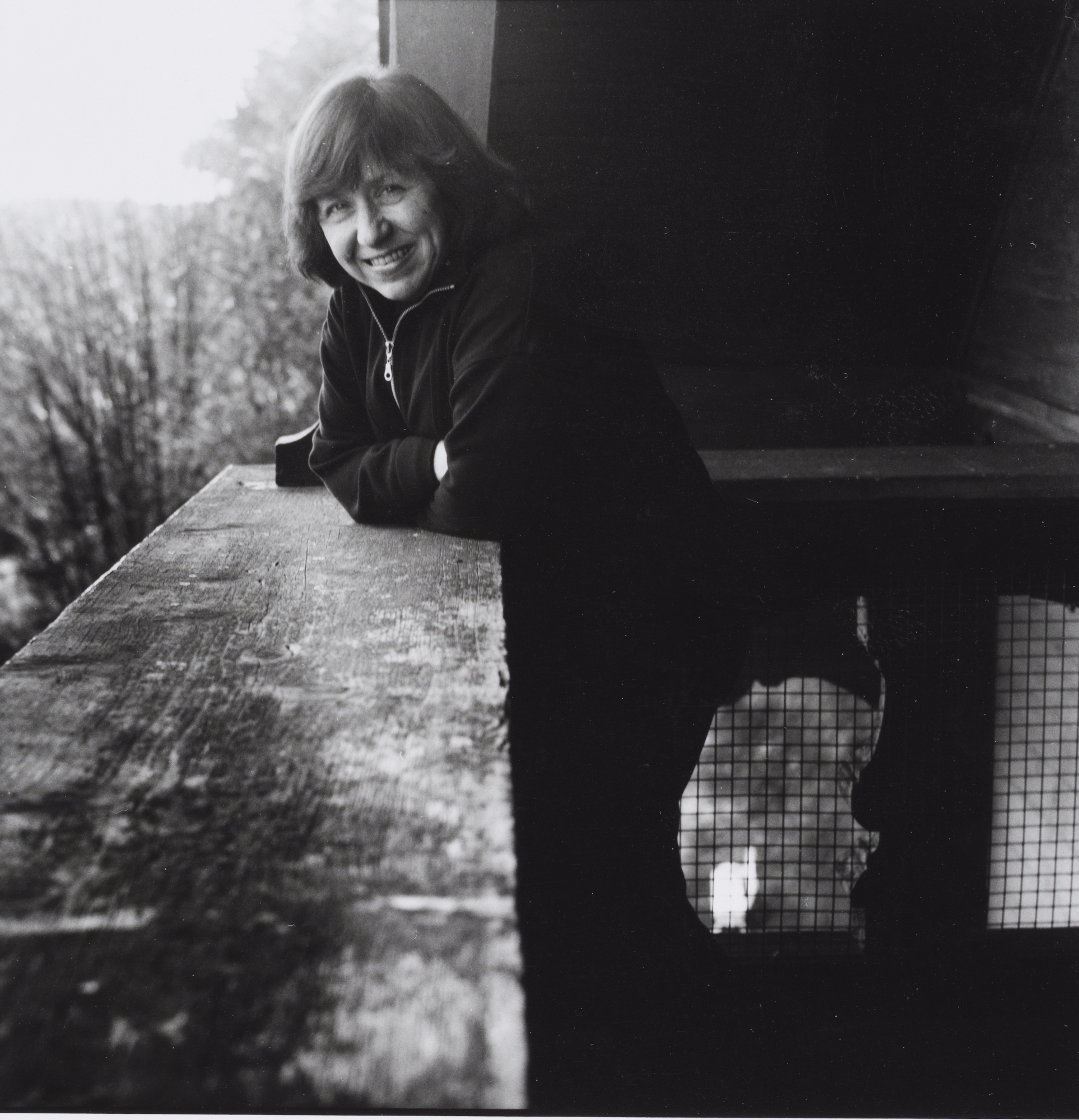
Svetlana Alexievich na Villa Waldberta, em Munique, antes de 1997.

Filha de dois professores, sendo o pai bielorrusso e a mãe ucraniana, Svetlana Aleksievitch nasceu em Stanislav, hoje Ivano-Frankivsk, na Ucrânia, em 1948, mas cresceu na Bielorrússia. Estudou jornalismo na Universidade de Minsk a partir de 1967 e depois de completar o curso mudou-se para Beresa, na província de Brest, para trabalhar no jornal e escola locais. Durante esse tempo debateu-se entre a tradição familiar de trabalhar no ensino e no jornalismo. Trabalhou depois como repórter na imprensa local de Narowla, no voblast de Homiel. 
Desde os seus dias de escola já tinha escrito poesia e artigos para a imprensa escolar. Também foi jornalista da revista literária Neman de Minsk, para a que escreveu ensaios, contos e reportagens. O escritor bielorrusso Ales Adamovich inclinou-a definitivamente para a literatura apoiando um novo género de escrita que denominou "novela coletiva", "novela-oratório", "novela-evidência", "gente dançando com lobos" ou "coro épico", entre outras fórmulas. De fato, nos seus textos a meio caminho entre a literatura e o jornalismo usa a técnica de collage justapondo testemunhos individuais, com o que consegue aproximar-se mais à substância humana dos acontecimentos. Usou este estilo pela primeira vez no seu livro A Guerra Não Tem Rosto de Mulher (1983), em que a partir de uma série de entrevistas aborda o tema das mulheres russas que participaram na Segunda Guerra Mundial.
Aleksiévitch utiliza de uma literatura oralizada, de modo a tentar captar tanto os silêncios quanto as pausas de rememoração do trauma. O enorme silêncio, característico da própria dificuldade de narrar o trauma, evidencia-se em sua obra por exemplo na grande ocorrência de reticências - na edição brasileira de "As últimas testemunhas", há uma média de 6 reticências por página. Conforme nota Portal, "As reticências possuem os mais diversos usos, mas sua recorrência maior em Svetlana é para indicação de pausas como se para prolongar certa incompletude existencial do relato, como se permanecesse no ar até a próxima oração. É como se brotasse uma espécie de temporalidade em suspenso que nos faz refletir, de modo a imaginarmos a entonação utilizada pela testemunha e o ato da entrevista. As reticências produzem uma temporalidade ética sem hipertrofiá-la em seu sentido."
Nesse sentido, Aleksiévitch ocupa certa posição semelhante àquela de Soljenítsin, como condenadora do mal causado pela União Soviética. O discurso da autora, existencialmente carregado de sofrimento, tende a construir uma imagem de interrogação diante das perseguições, do gulag, da repressão, do autoritarismo e do medo. Logo, a autora procura as maiores catástrofes soviéticas para pintar a imagem de um regime totalitário desde seu início. A autora, assim, escreve um texto que se assemelha a uma oração para a humanidade. É nesse sentido que afirma Portal: "Esse ato, que é ao mesmo tempo composição artística e gesto político, produz um texto transpassado sempre por um significado em suspenso, em espera, como uma janela aberta diante de uma obliquidade violenta comum. Não é sem razão que experimentemos um mutismo linguístico a partir dessa violência, feito a busca por um ser humano originário que perdeu-se em seu próprio projeto enquanto humanidade." 

## Relevância da obra

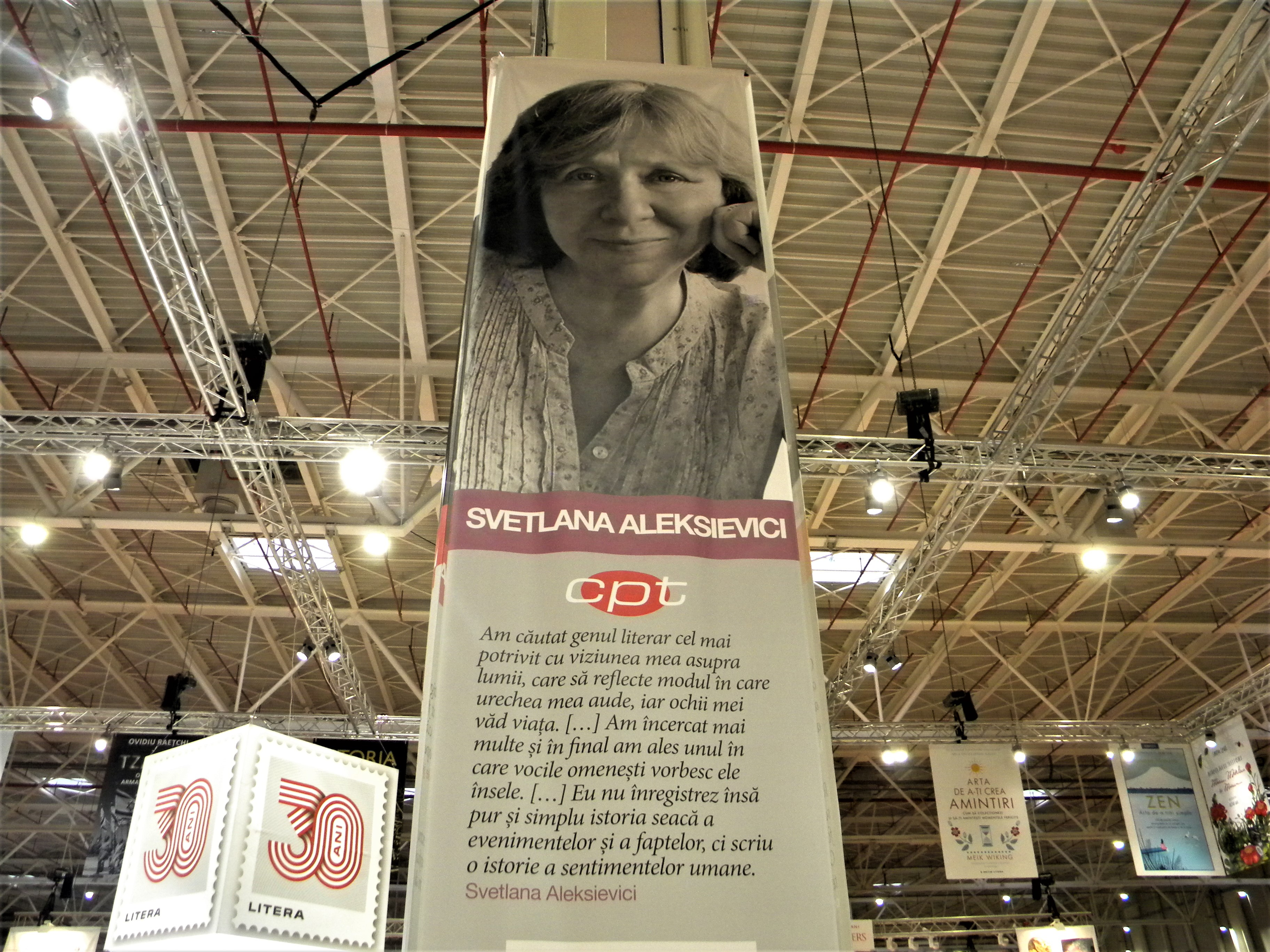
Um banner com a sua foto na Feira do Livro Gaudeamus 2019, em Bucareste, na Romênia.

A sua obra é uma crônica pessoal da história de mulheres e homens soviéticos e pós-soviéticos, a quem entrevistou para as suas narrativas durante os momentos mais dramáticos da história do seu país, como por exemplo a Segunda Guerra Mundial, a Guerra do Afeganistão, a queda da União Soviética e o desastre de Chernobyl. Abandonou a Bielorrússia em 2000 e viveu em Paris, Gotemburgo e Berlim. Em 2011 Aleksievitch voltou a Minsk.
Vários livros seus têm sido publicados na Europa, Estados Unidos, China, Vietname e Índia. É interessante lembrar, porém, que, ainda no final dos anos 1990, a tradutora e escritora Galia Ackerman fez uma via-crúcis para publicar o primeiro título de Aleksiévitch em francês, "Vozes de Chernobil" (título lançado em 1997), que foi rejeitado quatro editoras francesas.
Desde 1996 tem recebido numerosos prêmios internacionais, como o polaco Ryszard-Kapuściński em 1996, o Prêmio Herder em 1999 e o Prêmio da Paz dos Editores Alemães (2013), entre outros. Está traduzida em 22 línguas e algumas das suas obras foram adaptadas a peças de teatro e documentários. Svetlana recebeu, entre outras distinções, o Erich Maria Remarque Peace Prize, em 2001, e o National Book Critics Circle Award, em 2006.
Svetlana assim descreve seu trabalho:
| “ | Se você olhar em toda a nossa história, tanto soviética quanto pós-soviética, ela é uma enorme vala comum e um banho de sangue. Um eterno diálogo entre executores e vítimas. As malditas perguntas russas: o que deve ser feito e quem é o culpado. A revolução, os gulags, a Segunda Guerra Mundial, a Guerra do Afeganistão escondida do povo, a queda do grande império, a queda da terra socialista gigante, a utopia terrestre e agora um desafio de dimensões cósmicas - Chernobyl. Este é um desafio para todas as coisas vivas na terra. Essa é a nossa história. E este é o tema de meus livros, este é o meu caminho, meus círculos do inferno, de homem para homem. | ” |

Se inserindo no campo da literatura traumática, Aleksiévitch escreve um retrato da catástrofe do século XX. Ela pede que as testemunhas tomem a palavra e lhe falem de suas memórias de sofrimento. Exercício sensível de escuta, ela age numa perspectiva clínica e terapêutica, propondo uma relação entre autora e testemunha baseada na exposição prolongada do trauma e da memória machucada. Ao mesmo passo em que ela escuta relatos individuais, ela insere as biografias no tecido coletivo da história soviética. Assim nota Portal a respeito da representação da violência soviética levada a cabo por Aleksiévitch:

A construção dessa potência testemunhal, levada a cabo por uma representação sígnica de dor e medo, é a dimensão cênica de uma memória perturbada. Ao mesmo tempo exercício de compreensão e pedido de demora, as reticências, enquanto elemento sígnico e textual, dotam o texto enquanto uma plataforma de significado em aberto. Ao ver-nos diante desse cenário, certamente latente, nos deparamos com a manifestação de um sintoma escondido da humanidade, que a constitui e a forma de maneira violenta. [...] Essas palavras de Svetlana nos situam à margem, mas, ao mesmo tempo, perante o enorme drama de uma condição humana baseada na destruição. O texto passa a contaminar-nos em sua perversidade, como a expressão de uma desmontagem que nos ultrapassa.

## Obras

Modelo de mão de Svetlana Alexievich na Feira do Livro de Xangai 2024.

- У войны не женское лицо (U voyny ne zhenskoe litso, War Does Not Have a Woman's Face), Minsk: Mastatskaya litaratura, 1985. Edição portuguesa: A Guerra não Tem Rosto de Mulher. Elsinore, 2016. ISBN 9789898843579. Edição brasileira: Companhia das Letras, 2016, ISBN 9788535927436.

- Цинковые мальчики (Tsinkovye malchiki, Boys in Zinc), Moscow: Molodaya Gvardiya, 1991. Edição portuguesa: Rapazes de Zinco: A geração soviética caída na guerra do Afeganistão. Elsinore, 2017. ISBN 9789898864000

- Чернобыльская молитва (Chernobylskaya molitva, Chernobyl Prayer), Moscow: Ostozhye, 1997. ISBN 5-86095-088-8. Edição portuguesa: Vozes de Chernobyl: Histórias de um desastre nuclear, Elsinore, 2016. ISBN 9789898831828. Edição brasileira: Vozes de Tchernóbil: crônica do futuro, Companhia das Letras, 2016, ISBN 9788535927085.

- Последние свидетели: сто недетских колыбельных (Poslednie svideteli: sto nedetskikh kolybelnykh, The Last Witnesses: A Hundred of Unchildlike Lullabys), Moscow, Palmira, 2004, ISBN 5-94957-040-5 (primeira edição: Moscovo: Molodaya Gvardiya, 1985). Edição portuguesa: As Últimas Testemunhas: Cem histórias sem infância. Elsinore, 2017. ISBN 9789898864178

- Время секонд хэнд (Vremya sekond khend, Second-hand Time), Moscow: Vremia, 2013. ISBN 978-5-9691-1129-5. Edição portuguesa: O Fim do Homem Soviético. Elsinore, 2017, ISBN 978-972-0-04740-3. Edição brasileira: Companhia das Letras, 2016, ISBN 9788535928266.

- Зачарованные смертью (Zacharovannye Smertyu, Enchanted with Death) (Bielarrusso: 1993, Russo: 1994)